# یواس‌سی‌جی‌سی پولار استار (دبلیوای‌جی‌بی-۱۰)
یواس‌سی‌جی‌سی پولار استار (دبلیوای‌جی‌بی-۱۰) (به انگلیسی: USCGC Polar Star (WAGB-10)) یک کشتی است که طول آن ۳۹۹ فوت (۱۲۲ متر) می‌باشد.